# Anton Allemann
Anton Allemann detto Toni Allemann (Soletta, 6 gennaio 1936 – Klosters-Serneus, 3 agosto 2008) è stato un calciatore svizzero, di ruolo attaccante.

## Biografia
Conosciuto anche come "Toni". Morì a 72 anni per un infarto.

## Carriera

### Club

Anton Allemann

#### Young Boys e Mantova
Cominciò la sua carriera al BSC Young Boys di Berna a 21 anni, rimanendovi quattro stagioni. Con il club di Berna vinse 3 campionati svizzeri e partecipò a diverse edizioni della Coppa dei Campioni, per poi trasferirsi nel 1961 al Mantova dove segnò 10 reti.

#### PSV Eindhoven, Norimberga e Grasshopper
Dopo due stagioni si trasferì al PSV Eindhoven (chiudendo a fine stagione 2º in Eredivisie) e successivamente al Norimberga prima di tornare definitivamente in Svizzera, al Grasshopper-Club.

#### Fine carriera
Nel 1968 passò al La Chaux-de-Fonds, altra squadra svizzera militante nel massimo campionato.
La stagione successiva, cambiò ancora, passando al Soletta. Con i biancorossi restò per due stagioni. Dal 1971 divenne un calciatore del Lucerna per poi concludere la carriera nello Sciaffusa.

### Nazionale

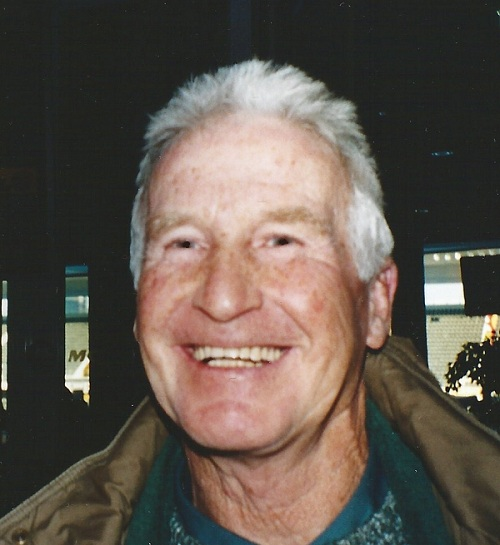
Anton Allemann in età avanzata

Debuttò in Nazionale in un'amichevole contro la Svezia nel 1958, facendo parte della squadra che partecipò ai Mondiali del 1962 (titolare in tutte e tre le gare della fase a gironi) e giocando la sua ultima partita con la sua Nazionale nel giugno del 1966, dove segnò il gol che qualificò gli elvetici ai Mondiali, dalla cui squadra fu escluso. In totale ha realizzato 9 reti in 27 partite (di cui due doppiette, una contro la Svezia, all'esordio nel 1958 e l'altra contro i Paesi Bassi nel 1960).

## Palmarès

### Club

#### Competizioni nazionali
- Campionato svizzero: 3

Young Boys: 1957-1958, 1958-1959, 1959-1960
- Coppa Svizzera: 1

Young Boys: 1957-1958

## Statistiche

### Cronologia presenze e reti in nazionale
| Cronologia completa delle presenze e delle reti in nazionale ― Svizzera | Cronologia completa delle presenze e delle reti in nazionale ― Svizzera | Cronologia completa delle presenze e delle reti in nazionale ― Svizzera | Cronologia completa delle presenze e delle reti in nazionale ― Svizzera | Cronologia completa delle presenze e delle reti in nazionale ― Svizzera | Cronologia completa delle presenze e delle reti in nazionale ― Svizzera | Cronologia completa delle presenze e delle reti in nazionale ― Svizzera | Cronologia completa delle presenze e delle reti in nazionale ― Svizzera |
| Data                                                                    | Città                                                                   | In casa                                                                 | Risultato                                                               | Ospiti                                                                  | Competizione                                                            | Reti                                                                    | Note                                                                    |
| ----------------------------------------------------------------------- | ----------------------------------------------------------------------- | ----------------------------------------------------------------------- | ----------------------------------------------------------------------- | ----------------------------------------------------------------------- | ----------------------------------------------------------------------- | ----------------------------------------------------------------------- | ----------------------------------------------------------------------- |
| 7-5-1958                                                                | Helsingborg                                                             | Svezia                                                                  | 3 – 2                                                                   | Svizzera                                                                | Amichevole                                                              | 2                                                                       |                                                                         |
| 26-5-1958                                                               | Zurigo                                                                  | Svizzera                                                                | 0 – 2                                                                   | Belgio                                                                  | Amichevole                                                              | -                                                                       |                                                                         |
| 2-11-1958                                                               | Rotterdam                                                               | Paesi Bassi                                                             | 2 – 0                                                                   | Svizzera                                                                | Amichevole                                                              | -                                                                       |                                                                         |
| 26-4-1959                                                               | Basilea                                                                 | Svizzera                                                                | 1 – 5                                                                   | Jugoslavia                                                              | Coppa Internazionale 1955-1960                                          | -                                                                       |                                                                         |
| 4-10-1959                                                               | Berna                                                                   | Svizzera                                                                | 0 – 4                                                                   | Germania Ovest                                                          | Amichevole                                                              | -                                                                       |                                                                         |
| 25-10-1959                                                              | Budapest                                                                | Ungheria                                                                | 8 – 0                                                                   | Svizzera                                                                | Amichevole                                                              | -                                                                       |                                                                         |
| 6-1-1960                                                                | Napoli                                                                  | Italia                                                                  | 3 – 0                                                                   | Svizzera                                                                | Amichevole                                                              | -                                                                       |                                                                         |
| 27-3-1960                                                               | Bruxelles                                                               | Belgio                                                                  | 3 – 1                                                                   | Svizzera                                                                | Amichevole                                                              | 1                                                                       |                                                                         |
| 6-4-1960                                                                | Basilea                                                                 | Svizzera                                                                | 4 – 2                                                                   | Cile                                                                    | Amichevole                                                              | 1                                                                       |                                                                         |
| 18-5-1960                                                               | Zurigo                                                                  | Svizzera                                                                | 3 – 1                                                                   | Paesi Bassi                                                             | Amichevole                                                              | 2                                                                       |                                                                         |
| 12-10-1960                                                              | Basilea                                                                 | Svizzera                                                                | 6 – 2                                                                   | Francia                                                                 | Amichevole                                                              | -                                                                       |                                                                         |
| 20-11-1960                                                              | Bruxelles                                                               | Belgio                                                                  | 2 – 4                                                                   | Svizzera                                                                | Qual. Mondiali 1962                                                     | -                                                                       |                                                                         |
| 20-5-1961                                                               | Losanna                                                                 | Svizzera                                                                | 2 – 1                                                                   | Belgio                                                                  | Qual. Mondiali 1962                                                     | -                                                                       |                                                                         |
| 28-5-1961                                                               | Solna                                                                   | Svezia                                                                  | 4 – 0                                                                   | Svizzera                                                                | Qual. Mondiali 1962                                                     | -                                                                       |                                                                         |
| 29-10-1961                                                              | Berna                                                                   | Svizzera                                                                | 3 – 2                                                                   | Svezia                                                                  | Qual. Mondiali 1962                                                     | -                                                                       |                                                                         |
| 12-11-1961                                                              | Berlino                                                                 | Svizzera                                                                | 2 – 1                                                                   | Svezia                                                                  | Qual. Mondiali 1962                                                     | -                                                                       |                                                                         |
| 9-5-1962                                                                | Londra                                                                  | Inghilterra                                                             | 3 – 1                                                                   | Svizzera                                                                | Amichevole                                                              | 1                                                                       |                                                                         |
| 30-5-1962                                                               | Santiago del Cile                                                       | Cile                                                                    | 3 – 1                                                                   | Svizzera                                                                | Mondiali 1962 - 1º turno                                                | -                                                                       |                                                                         |
| 3-6-1962                                                                | Santiago del Cile                                                       | Germania Ovest                                                          | 2 – 1                                                                   | Svizzera                                                                | Mondiali 1962 - 1º turno                                                | -                                                                       |                                                                         |
| 7-6-1962                                                                | Santiago del Cile                                                       | Svizzera                                                                | 0 – 3                                                                   | Italia                                                                  | Mondiali 1962 - 1º turno                                                | -                                                                       |                                                                         |
| 11-11-1962                                                              | Amsterdam                                                               | Paesi Bassi                                                             | 3 – 1                                                                   | Svizzera                                                                | Qual. Euro 1964                                                         | -                                                                       |                                                                         |
| 23-12-1962                                                              | Karlsruhe                                                               | Germania Ovest                                                          | 5 – 1                                                                   | Svizzera                                                                | Amichevole                                                              | -                                                                       |                                                                         |
| 31-3-1963                                                               | Berna                                                                   | Svizzera                                                                | 1 – 1                                                                   | Paesi Bassi                                                             | Qual. Euro 1964                                                         | 1                                                                       |                                                                         |
| 5-6-1963                                                                | Basilea                                                                 | Svizzera                                                                | 1 – 8                                                                   | Inghilterra                                                             | Amichevole                                                              | -                                                                       |                                                                         |
| 26-5-1965                                                               | Basilea                                                                 | Svizzera                                                                | 0 – 1                                                                   | Germania Ovest                                                          | Amichevole                                                              | -                                                                       |                                                                         |
| 14-11-1965                                                              | Berna                                                                   | Svizzera                                                                | 2 – 1                                                                   | Paesi Bassi                                                             | Qual. Mondiali 1966                                                     | 1                                                                       |                                                                         |
| 5-6-1966                                                                | Budapest                                                                | Ungheria                                                                | 3 – 1                                                                   | Svizzera                                                                | Amichevole                                                              | -                                                                       | 46’                                                                     |
| Totale                                                                  |                                                                         | Presenze                                                                | 27                                                                      |                                                                         | Reti                                                                    | 9                                                                       |                                                                         |